# Felsődobsza
Felsődobsza este un sat în districtul Gönc, județul Borsod-Abaúj-Zemplén, Ungaria, având o populație de 976 de locuitori (2011). 

## Demografie
Componența etnică a satului Felsődobsza
     Maghiari (79,08%)
     Romi (20,92%)
Componența confesională a satului Felsődobsza
     Romano-catolici (47,64%)
     Reformați (21,11%)
     Fără religie (3,48%)
     Greco-catolici (1,13%)
     Necunoscută (26,64%)
     Alte religii (0,31%)
Conform recensământului din 2011, satul Felsődobsza avea 976 de locuitori. Din punct de vedere etnic, majoritatea locuitorilor (79,08%) erau maghiari, cu o minoritate de romi (20,92%). Nu există o religie majoritară, locuitorii fiind romano-catolici (47,64%), reformați (21,11%), persoane fără religie (3,48%) și greco-catolici (1,13%). Pentru 26,64% din locuitori nu este cunoscută apartenența confesională.